# Moving Picture Company
Moving Picture Company è una filiale dell'azienda francese Thomson SA, ha sede in Soho (Londra), con impianti in Vancouver (Canada) e Santa Monica (California) strutturati appositamente per lo sviluppo del digitale.

## Descrizione
La MPC è impegnata nel settore dei media, occupandosi della post-produzione e tecnologia digitale di film tradizionali e animati, spot pubblicitari, videoclip musicali e programmi televisivi.
In accordi lavorativi con importanti società internazionali di intrattenimento come Sony, ma anche con reti televisive quali BBC, Channel 4 e Discovery Channel, e aziende del settore alimentare come Cadbury, Stella Artois e Bacardi.
Ha curato gli effetti speciali di moltissimi film celebri e non, ottenendo diverse nomine ai premi Oscar, BAFTA e cerimonie minori con Poseidon e Sunshine.
Tra gli spot pubblicitari sviluppati in post-produzione si citano "Turbo" e "Satellite" rispettivamente per le case automobilistiche Saab e Audi.

## Impieghi parziali
Di seguito una lista dei film, videoclip, programmi televisivi e pubblicità sviluppati e curati dalla MPC.

### Film
- Troy (2004)
- Alien vs. Predator (2004)
- Batman Begins (2005)
- Le cronache di Narnia - Il principe Caspian (2008)
- Quantum of Solace (2008)
- Angeli e demoni (2009)
- Prince of Persia - Le sabbie del tempo  (2010)
- Serie cinematografica Harry Potter (episodi 1, 2,  3, 4, 5, 6, 7 e 8)
- Prometheus (2012)
- Maleficent, regia di Robert Stromberg (2014)
- Il settimo figlio (Seventh Son) (2014)
- Dumbo (2019)
- Encanto (2021)
- Transformers - Il risveglio (2023)

### Videoclip
- Live With Me di Massive Attack
- The Prayer di Bloc Party

## Riconoscimenti
- Pubblicità Saab, BTA Craft Award al miglior colorista (2008)
- Rome II, Visual Effects Society Awards per i migliori effetti visivi in una serie televisiva (2008)
- Pubblicità Paint, Eurobest Gold Award pei migliori effetti visivi
- Terry Pratchett's Hogfather, British Academy of Film and Television Arts pei BAFTA ai migliori effetti speciali